# Carl Stumpf
Carl Stumpf (Wiesentheid, 21 d'abril de 1848 - Berlín, 25 de desembre de 1936) va ser un filòsof i psicòleg alemany. Stumpf va estudiar amb Rudolph Hermann Lotze. Amb aquest, va redactar la seva dissertació doctoral a la universitat de Göttingen (1868), obtenint l'habilitació docent en aquesta mateixa universitat (1870). Així mateix, va ser un dels primers deixebles de Franz Brentano, sent, per la seva banda, mestre de Husserl i Aron Gurwitsch. Stumpf també fou fundador de l'Escola de Berlín en la qual van destacar alguns dels principals exponents de la Gestalttheorie o  teoria de la Gestalt: Max Wertheimer, Kurt Koffka i Wolfgang Köhler. També va ser amic de William James, amb qui va mantenir una copiosa correspondència.
Carl Stumpf és famós en filosofia per haver encunyat el concepte d'estat de coses ( Sacheverhalt) que va ser reprès i difós per Husserl.
També va formar un panell de 13 científics eminents, conegut com a "Comissió Hans", per estudiar la suposició que un famós cavall anomenat Clever Hans podia fer càlculs matemàtics. El psicòleg Oskar Pfungst va provar que el cavall en realitat no podia comptar sinó que era el que més tard s'anomenaria l'Efecte Clever Hans.
Successivament va comprometre el seu interès en la metodologia empírica (V. empirisme) la qual cosa li va fer un dels pioners en la psicologia experimental.
Va ser docent a la Universitat de Göttingen, Universitat de Praga, Universitat de Halle-Wittenberg, Universitat de Múnic i Universitat Humboldt de Berlín.

## Biografia

### Primers anys
Carl Stumpf va néixer a Wiesentheid, Francònia, al sud d'Alemanya. El seu pare era el metge de la regió, i el seu nucli familiar estava compost per científics i acadèmics, com el seu avi, qui va estudiar literatura francesa del segle xviii i els filòsofs Kant i Schelling. Stumpf va mostrar talent musical precoç com un nen, va aprendre a tocar el violí a l'edat de set anys i en sabia tocar cinc altres instruments a l'edat de deu anys.

### Educació
Stumpf va assistir al Gymnasium local on, abans d'inscriure a la Universitat de Wurzberg a l'edat de 17 anys, va desenvolupar una passió per la filosofia, sobretot per les obres de Plató. Va passar un semestre estudiant l'estètica i un altre semestre estudiant advocacia. Després, en el seu tercer semestre, es va trobar amb Franz Brentano, qui va ensenyar a Stumpf a pensar lògicament i empíricament. Brentano també va encoratjar a Stumpf a fer cursos de ciències naturals perquè considerava que tant el contingut i els mètodes de la ciència eren importants per a la filosofia. Després de dos semestres d'estudis amb Brentano, es va traslladar a la Universitat de Göttingen per estudiar amb Hermann Lotze, un teòric de la percepció alemanya. Després d'acabar els seus estudis sota la direcciño de Lotze el 1868, Stumpf va tornar a Wurzberg per preparar-se per al sacerdoci catòlic. Va entrar al seminari el 1869 i va estudiar teologia, però ho va deixar gairebé immediatament a causa d'una discrepància de la infal·libilitat papal.

### Carrera acadèmica
En tornar del seminari, Stumpf se li va concedir un lloc com a professor a la Universitat de Göttingen en el Departament de Filosofia. Allí, Stumpf, va conèixer a  Ernst Weber i Gustav Fechner, i va participar com a observador en els seus experiments psicològics. El seu enfocament curòs i metòdic a un problema de l'estètica, específicament l'atractiu visual dels rectangles de diferents proporcions, van sorprendre a Stumpf i va reforçar la idea de Brentano que els actes o funcions psicològiques poden ser estudiades empíricament.
El 1873, Stumpf va tornar a la Universitat de Wurzberg com a professor del Departament de Filosofia. Tot i que es va veure obligat a ensenyar tant filosofia com els cursos de psicologia a causa de la sortida forçada de Brentano de la universitat, Stumpf va completar el seu primer gran treball psicològic, un examen de la percepció visual, la percepció de la profunditat. Va proposar una explicació nativista de la percepció de profunditat, i el seu llibre ha estat citat com una contribució primerenca i destacada en el debat entre la percepció nativista o empirista.
El 1894, Stumpf va ser nomenat per la càtedra de filosofia a la Universitat de Berlín, on entre d'altres alumnes hi tindria a Arnoldo Schering. A Berlín, també fou el director de l'Institut de Psicologia Experimental de Berlín. L'institut ocupava originalment 3 habitacions fosques, però el 1920, es va traslladar a vint-i-cinc habitacions de l'antic Palau Imperial. El 1896, Stumpf va presidir el III Congrés Internacional de Psicologia, i va pronunciar el discurs inaugural sobre la relació entre ment i cos. Finalment, de 1907 a 1908, Stump va ser el rector de la Universitat de Berlín.

### Últims Anys
La major part del treball posterior de Stumpf no va ser gaire destacat, com per exemple el cas de Hans l'intel·ligent, l'estudi d'un cavall que presumptament era capaç de realitzar operacions matemàtiques. Amb l'esclat de la Primera Guerra Mundial, molts estudiants van abandonar l'Institut de Psicologia Experimental per lluitar a la guerra. A més, la guerra entre Alemanya i les nacions aliades van pertorbar moltes relacions professionals que va tenir amb altres psicòlegs. Stumpf es va retirar de la Universitat de Berlín el 1921 i el va ser succeït com a director de l'Institut de Psicologia pel seu antic alumne, Wolfgang Köhler. Per desgràcia, moltes de les contribucions Stunpf al camp de la percepció auditiva i l'estètica s'ha perdut, perquè el seu treball no va ser elaborat per les generacions posteriors, a causa de la ruptura de contacte amb Stumpf per la guerra.

## Obra Destacada
- Verhältnis des Platonischen Gottes zur Idee des Guten, Halle 1869
- Über den psychologischen Ursprung der Raumvorstellung, 1873
- Tonpsychologie, 2 vols. 1883 bis 1890 (Hauptwerk)
- Psychologie und Erkenntnistheorie, Múnich 1891
- Tafeln zur Geschichte der Philosophie, Berlin 1896
- Die pseudo-aristotelischen Probleme der Musik, Berlin 1897
- Eröffnungsrede des Präsidenten, Prof. Dr. Carl Stumpf, Berlin, in: Dritter Internationaler Congreß für Psychologie im München del 4-7 agosto 1896, 1897
- Der Entwicklungsgedanke in der gegenwärtigen Philosophie, Festrede, gehalten am Stiftungstage der Kaiser Wilhelms-Akademie für das militärärztliche Bildungswesen, 2 de diciembre 1899, Berlin 1899
- Der Entwicklungsgedanke in der gegenwärtigen Philosophie, Berlin 1900
- Tontabellen, in: Beiträge zur Akustik und Musikwissenschaft, Heft 3/1901, pp. 139-146, Tafeln I-IX
- Zur Einteilung der Wissenschaften, Berlin 1906
- Erscheinungen und psychische Funktionen, In: Abhandlungen der Königlich Preußissischen Akademie der Wissenschaften. Philosophisch-historische Abhandlungen, IV (1906), pp. 1-40 (2ª ed. 1907)
- Die Wiedergeburt der Philosophie, Berlin 1907
- Richtungen und Gegensätze in der heutigen Psychologie, In: Internationale Wochenschrift für Wissenschaft, Kunst und Technik. Beiträge der "Münchner Allgemeinen Zeitung" del 19 d'octubre 1907, pp. 903-914
- Vom ethischen Skeptizismus, Berlin 1908
- Das Berliner Phonogrammarchiv, In: Internationale Wochenschrift für Wissenschaft, Kunst und Technik. Beilage der "Münchner Allgemeine Zeitung" del 22 de febrero 1908, pp. 225-246
- Philosophische Reden und Vorträge, Leipzig 1910
- Das psychologische Institut, In: Lenz, M. (ed.) Geschichte der Königlichen Friedrich-Wilhelms-Universität zu Berlin, 3. Band, Halle, 1910, pp. 202-207
- Konsonanz und Konkordanz, In: Vertreter deutscher Musikwissenschaft (Hrsg.): Festschrift zum 90. Geburtstage Rocchus Freiherrn von Liliencron, Leipzig, 1910, pp. 329-349
- Die Anfänge der Musik, 1911
- Zum Gedächtnis Lotzes, In: Kantstudien, XXII (1917), Heft 1-2, pp. 1-26
- Empfindung und Vorstellung, 1918
- Erinnerungen an Franz Brentano, In: Krause, O. (ed.) Franz Brentano. Zur Kenntnis seines Lebens und seiner Lehre, Múnich, 1919, pp. 87-149
- Singen und Sprechen. In: Beiträge zur Akustik und Musikwissenschaft, Heft 9/1924, pp. 38-74
- Phonetik und Ohrenheilkunde, In: Beiträge zur Anatomie. Physiologie, Pathologie und Therapie des Ohres, der Nase und des Halses, 22(1925), pp. 1-8
- Die Sprachlaute. Experimentell-phonetische Untersuchungen. Nebst einem Anhang über Instrumentalklänge, Berlin 1926
- Gefühl und Gefühlsempfindung, 1928
- William James nach seinen Briefen. Leben - Charakter - Lehre, Berlin 1928
- C. S. Selbstdarstellung In: Raymund Schmidt (Hrsg.) : Die Philosophie der Gegenwart in Selbstdarstellungen, vol. 5, Leipzig 1924
- Schriften zur Psychologie, neu herausgegeben und mit einer biographischen Einleitung versehen von Helga Sprung, Frankfurt/Main 1997
- Erkenntnislehre, Band 1, Leipzig 1939; Reprint 2011, Pabst Science Publishers, 874 pp. ISBN 978-3-89967-740-9
- Erkenntnislehre, Band 2, Leipzig 1940; Reprint 2011, Pabst Science Publishers, 874 pp. ISBN 978-3-89967-740-9